# Lutu Roșu, Prahova
Lutu Roșu este un sat în comuna Bertea din județul Prahova, Muntenia, România.
În 1968 este menționat ca sat component al comunei Bertea. În 1992 avea 217 locuitori iar în 2011, 167 locuitori.